# Anne Hutchinson
Anne Hutchinson (ur. 1591, zm. 1643) – czołowa postać okresu kolonialnego historii Nowej Anglii, dysydentka wobec purytańskiego Kościoła państwowego w Massachusetts.

## Życiorys
Urodziła się w Alford w Anglii jako Anne Marbury. Wyszła za mąż za Williama Hutchinsona i w 1634 wyemigrowała do Massachusetts. Posiadała przekonania kalwinistyczne, lecz sprzeciwiała się monopolowi kleru purytańskiego w zakresie propagowania wiary, edukacji i zarządzania kolonią. Synod zborów kongregacjonalistycznych w Massachusetts potępił jej poglądy jako antynomistyczne, zaś Sąd Powszechny Kolonii (General Court of the Colony) skazał ją na wygnanie. W 1638 przybyła do Aquidneck (obecnie na terenie Rhode Island). Po śmierci męża w 1642 wyjechała do Long Island, a następnie na teren w okolicach obecnej Pelham Bay, gdzie została zabita przez Indian.

## Literatura
- J.F. Cooper, Hutchinson, Anne Marbury (1591-1643), [w:] Dictionary of Christianity in America, red. Daniel G. Reid, Downers Grove Ill. 1990 ISBN 0-8308-1776-X s. 563
- Peter Toon, Hutchinson, Anne (1591-1643), [w:] The New International Dictionary of the Christian Church, red. J.D. Douglas, Grand Rapids Mich. 1978 ISBN 0-310-23830-7, s. 493